# NGC 181
NGC 181 è una piccola galassia lenticolare o a spirale, situata nella costellazione di Andromeda.

## Descrizione
La galassia presenta una larga riga a 21 cm dell'idrogeno neutro.

## Scoperta
NGC 181 è stata scoperta il 6 ottobre 1883 dall'astronomo francese Édouard Stephan.